# Wielka Złota Kazalnica
Wielka Złota Kazalnica (słow. Ušatá kazateľnica) – wybitne spiętrzenie w północno-zachodniej grani Małego Kieżmarskiego Szczytu w słowackiej części Tatr Wysokich. Na południowym wschodzie graniczy ze Złotą Turnią, natomiast na północnym zachodzie – z Pośrednią Złotą Kazalnicą. Wielka Złota Kazalnica jest najwyżej położoną z trzech Złotych Kazalnic – pozostałe to Pośrednia i Mała Złota Kazalnica.
Grań, w której znajduje się Wielka Złota Kazalnica, oddziela od siebie Dolinę Zieloną Kieżmarską na północnym wschodzie i jej odgałęzienie, Dolinę Dziką, na południowym zachodzie. W stronę Doliny Zielonej Kieżmarskiej opada z tej formacji urwista ściana kończąca się w rejonie piarżystej zatoki nazywanej Uchem (Ucho). Powyżej Wielkiej Złotej Kazalnicy w grani tkwi ostra skalna igła, za którą znajduje się małe siodełko.
Na Wielką Złotą Kazalnicę nie prowadzą żadne szlaki turystyczne. Najdogodniejsza droga dla taterników wiedzie na nią granią od północnego zachodu. O wiele trudniejsze są drogi północno-wschodnim żebrem i północno-wschodnią ścianą z Ucha.
Pierwsze wejścia:
- letnie – Alfréd Grósz, Tibold Kregczy i Lajos Rokfalusy, 26 lipca 1912 r.,
- zimowe – František Eichler, Karel Johanovský, František Kroupa i Jan Mazáček, 24 marca 1951 r.[2]

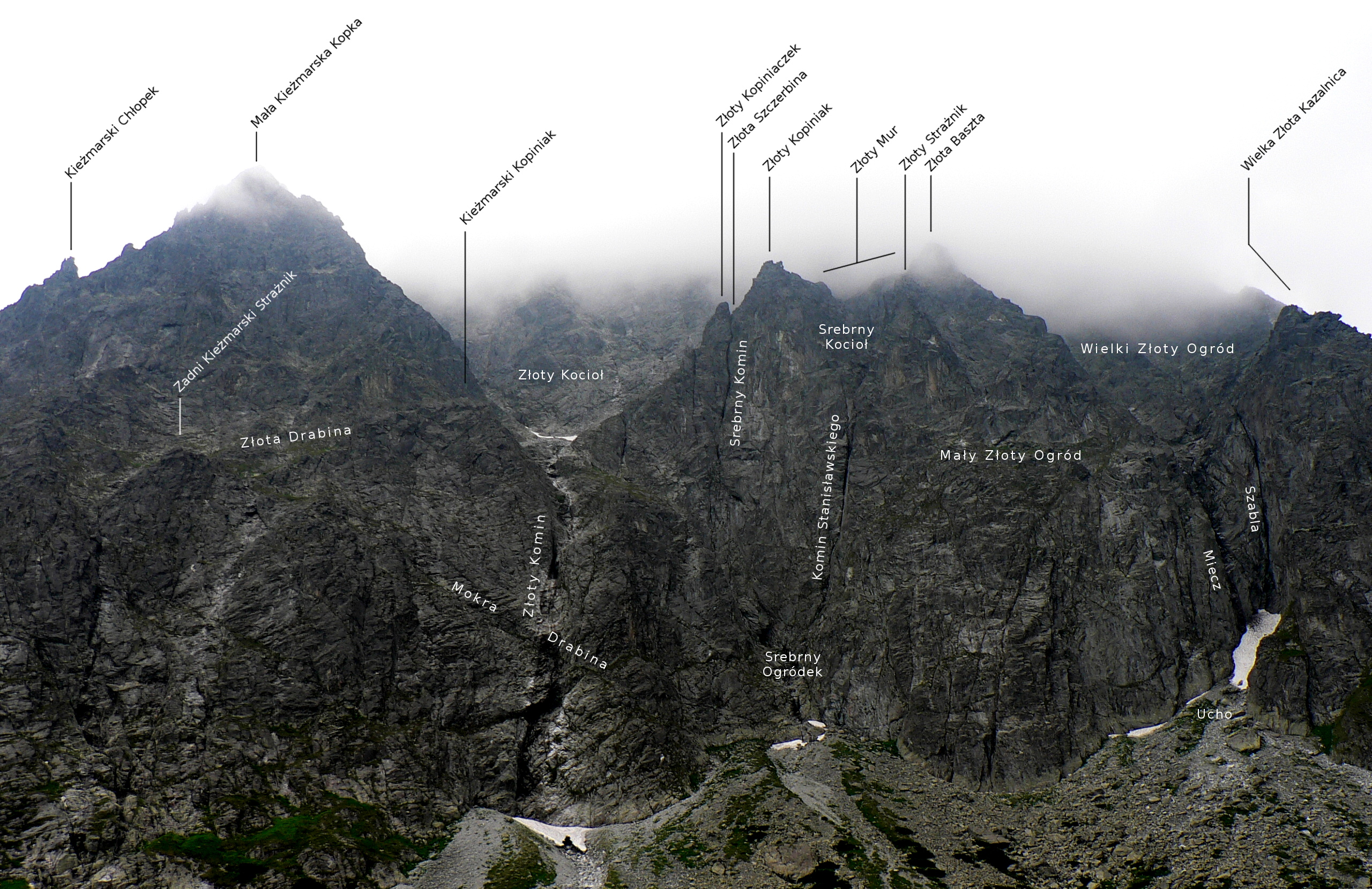
Wielka Złota Kazalnica wśród podpisanych obiektów